# Sędziejowice (województwo świętokrzyskie)
Sędziejowice – wieś w Polsce, położona w województwie świętokrzyskim, w powiecie kieleckim, w gminie Chmielnik.
W latach 1975–1998 miejscowość położona była w województwie kieleckim.

## Integralne części wsi
| SIMC    | Nazwa       | Rodzaj     |
| ------- | ----------- | ---------- |
| 0235246 | Kąt         | część wsi  |
| 0235252 | Na Wzorach  | część wsi  |
| 0235269 | Podlesie    | część wsi  |
| 0235275 | Śmigowiec   | przysiółek |
| 0235281 | Zacmentarze | część wsi  |
| 0235298 | Zadworze    | część wsi  |
| 0235306 | Zakościele  | część wsi  |

## Historia
Miejscowość powstała przed 1325 r. bowiem w tym roku erygowano kościół parafii rzymskokatolickiej. W XV w. Sędziejowice wchodziły w skład własności rodu Odrowążów. W wyżej wymienionym wieku parafia Sędziejowice składała się z 5 wsi, wspomnianych Sędziejowic oraz Borkowa, Chomentówka, Chrabkowa i Śladkowa.
Miejscowość związana prawdopodobnie z działalnością braci polskich. Po usunięciu w 1621 r. z kościoła ministra Franciszka Płachty duchownego nowej religii, ponownie we wsi rozpoczął działalność kościół rzymskokatolicki.
W 1783 r. wieś należąca wówczas do powiatu wiślickiego w województwie sandomierskim była własnością krajczego koronnego Szaniawskiego.
Następnie przeszła na własność rodu Dembińskich o czym świadczy wmurowana w ścianę kościoła tablica marmurowa z napisem, cyt. „Ignacy Dembiński kawaler orderu Orła Białego dziedzic tutejszy umarł dnia 20 lipca R-u 1799.”
Prawo własności dóbr Sędziejowice ród Dembińskich utracił w 1831 r. na rzecz skarbu Królestwa Polskiego. Była to kara za udział Henryka Dembińskiego w powstaniu listopadowym.
W 1864 r. na mocy dekretu cara Aleksandra II o uwłaszczeniu włościan wieś stała się własnością jej mieszkańców.
W latach 1513–1748 we wsi działała szkoła pod patronatem kościoła katolickiego. Z okresu tego należy wyłączyć okres około 30 lat w XVII w., kiedy patronat sprawował dziedzic wsi prawdopodobnie zwolennik braci polskich. We wspomnianym 1748 r. do szkoły uczęszczało tylko 2 uczniów.
W 1827 r. wieś liczyła 377 osób mieszkających w 48 domach.

## Zabytki
- kościół parafialny pw. św. Jakuba Apostoła, wpisany do rejestru zabytków nieruchomych wraz z plebanią (nr rej.: A.299/1-2 z 4.01.1957 i z 23.06.1967)[8],
- budynek stacyjny Jędrzejowskiej Kolei Dojazdowej, wybudowany po 1918 r. (nr rej.: A.300 z 20.02.1995)[8].

## Osoby związane z Sędziejowicami
- Aleksander Wielopolski – polityk, naczelnik rządu cywilnego Królestwa Polskiego, XIII ordynat pińczowski.
- Henryk Dembiński – wódz naczelny powstania listopadowego i węgierskiej armii powstańczej podczas Wiosny Ludów.